# Mesopotamienfront (Erster Weltkrieg)
Landung bei Fao –
Basra –
al-Qurna –
Shaiba –
Ktesiphon –
Belagerung von Kut –
Scheich Saad –
Wadi –
Hanna –
Dujaila –
Kut II –
Bagdad –
Samarra –
Ramadi –
Sharqat
Die Mesopotamienfront (Auf Türkisch Irak Cephesi (Irakfront)) war ein Nebenkriegsschauplatz im Ersten Weltkrieg. Großbritannien und das Osmanische Reich bildeten die Hauptkonfliktparteien in den Kämpfen um Mesopotamien.

## Hintergrund
Das Osmanische Reich hatte Mesopotamien im frühen 16. Jahrhundert erobert. Während des 19. Jahrhunderts versuchten die Osmanen, das Land mit Reformen zu modernisieren. Dazu wurde mit deutscher Hilfe die Bagdad-Bahn gebaut. Damit sank die Reisezeit von Bagdad nach Istanbul auf 21 Tage.
Das Britische Empire hatte andere Interessen in der Region. Mit der Anglo-Iranian Oil Company hatte es die exklusiven Rechte an der Verwertung von Ölvorkommen im Persischen Reich, mit Ausnahme der Felder in den Provinzen Aserbaidschan, Gilan, Māzandarān, Chorasan und Asdrabad. Im Jahre 1914, vor Ausbruch des Krieges, hatte die britische Regierung einen Vertrag mit Persien geschlossen, der Öl für die britische Flotte sicherte. Dadurch stieg der strategische Wert der Region des heutigen Kuwaits erheblich.

## Operationen

### 1914

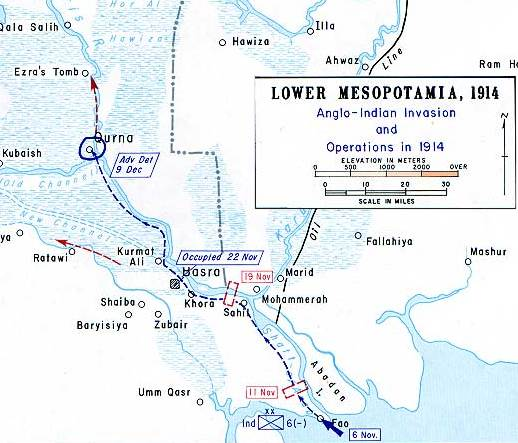
Landung bei Fao

Am 6. November 1914 begann mit der Landung bei Fao der britische Mesopotamienfeldzug. Die Briten beschossen eine alte Festung, die in Fao an der Grenze zu Persien lag. Daraufhin landeten Truppen des eigens aufgestellten Expeditionskorps der British Indian Army, bestehend aus der 16. Infanteriebrigade der indischen 6. (Poona-)Division, in Fao. Sie eroberten die Festung, die von 350 Soldaten und vier Kanonen verteidigt wurde. Bis Mitte November war die gesamte Division gelandet und rückte in Richtung Basra vor, das am 22. November nach einem Gefecht südlich der Stadt kampflos besetzt wurde. Um ihre Position in Basra nach Norden hin abzusichern, gingen Teile der Division Anfang Dezember auf al-Qurna am Zusammenfluss von Euphrat und Tigris vor, das nach einer mehrtägigen Schlacht eingenommen wurde.

### 1915
Am 2. Januar 1915 erhielt Süleyman Askerî Bey das Kommando über das Gebiet. Die osmanische Armee hatte aber zu dieser Zeit kaum Ressourcen für eine weitere Front und entschied, dass die Fronten in Gallipoli, im Kaukasus und in Palästina höhere Priorität hatten. Deswegen schrieb Süleyman Askerî Bey Briefe an die arabischen Scheichs, um sie für das Osmanische Reich zu gewinnen. Sein Ziel war es, den Schatt al-Arab um jeden Preis zurückzuerobern. Am 12. April 1915 griffen die Osmanen mit 3800 Soldaten das britische Lager an. Doch die von den Scheichs gesandten Truppen konnten kaum Wirkung entfalten. Dennoch startete die osmanische Infanterie eine Reihe von Angriffen, die zwei Tage andauerten. Als die Briten einen Kavallerieangriff starteten, brachen die Osmanen die Angriffe ab. Dabei verloren die Türken 1000 Soldaten, 400 Männer gingen in Kriegsgefangenschaft und zwei Feldgeschütze mussten zurückgelassen werden. Daraufhin mussten sich die osmanische Truppen zum Fluss Hamisiye zurückziehen.
Süleyman Askerî Bey wurde während der Kämpfe verwundet und nach Bagdad gebracht. Der enttäuschte und deprimierte Süleyman erschoss sich daraufhin im Krankenhaus. An seiner Stelle wurde Nureddin Pascha am 20. April 1915 zum Kommandeur der Truppen in Mesopotamien ernannt. Durch den unerwarteten Erfolg überdachte das britische Kommando seinen Plan und John Nixon übernahm das Kommando der britischen Truppen. Er befahl Charles Vere Ferrers Townshend mit seiner Poona-Division nach Kut oder, wenn möglich, nach Bagdad zu marschieren. Townshend und seine kleine Armee rückten bis zum Tigris vor. Sie besiegten mehrere osmanische Einheiten, die die Briten aufhalten sollten. Ende Juni 1915 stellte die deutsche Marine in Bagdad das Flusskanonenboot Doghan (130 BRT) mit sechs Geschützen in Dienst. Das Schiff unterstützte die osmanischen Truppen am Tigris und zwang am 8. Juli 1915 vier britische Kanonenboote zum Rückzug.
Der osmanische Kriegsminister Enver Pascha war sehr über den möglichen Fall Bagdads besorgt und erkannte die Wichtigkeit der Front. Er befahl der 35. Division, sich nach Mosul zurückzuziehen, und stellte die 38. Division erneut auf. Die Sechste Armee wurde am 5. Oktober 1915 unter dem deutschen Generalfeldmarschall Colmar von der Goltz geschaffen. Von der Goltz war ein berühmter Militärhistoriker, der mehrere Bücher über klassische militärische Operationen geschrieben hatte. Doch er befand sich noch in Istanbul und seine Ankunft würde noch einige Zeit dauern, sodass Nureddin Pascha noch Befehlshaber war.
Am 22. November 1915 kam es zu einer fünf Tage dauernden Schlacht bei Seleukia-Ktesiphon. Diese endete mit einer Pattsituation, da beide Seiten zu ihren Ausgangspositionen zurückmussten. Townshend beschloss einen kompletten Rückzug. Die Osmanen erkannten den Rückzug und verfolgten die Briten, die sich nach Kut zurückzogen. Dort begann die Belagerung von Kut, wo Nureddin Pascha versuchte, die Briten einzuschließen, was ihm auch gelang.
Am 7. Dezember 1915 begann die Belagerung von Kut. Trotz der kompletten Isolation der Stadt konnten die Briten Kut verteidigen. Von der Goltz half den osmanischen Truppen beim Bau von Verteidigungsstellungen um Kut und strukturierte diese um. Nureddin Pascha übergab daraufhin von der Goltz das Kommando. Die neu errichteten Verteidigungsstellungen verhinderten die Unterstützung der belagerten Briten. Es wurden mehrere erfolglose Versuche unternommen, die Belagerung zu unterbrechen.

### 1916

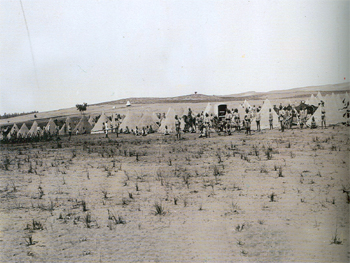
Die osmanische sechste Armee

Am 20. Januar 1916 ersetzte Enver Pascha Nureddin Pascha durch Halil Kut, da der nicht mit einem deutschen General zusammenarbeiten wollte. Auch General Nixon wurde aufgrund seiner Fehler bei Kut durch General Percy Lake ersetzt. Trotz der Luftunterstützung wurde es für die britischen Streitkräfte immer schwieriger, Kut zu halten. Zwischen Januar und März 1916 startete Townshend verschiedene Versuche, die Belagerung zu durchbrechen. Es kam zu mehreren Gefechten, die aber nichts an der Situation änderten. Beide Seiten erlitten hohe Verluste.
Währenddessen wurden die Lebensmittel bei den Belagerten immer knapper und Krankheiten brachen aus. Am 19. April 1916 starb von der Goltz an Typhus. Dies nutzten die Briten und versuchten, Townshend mit einem Raddampfer zu versorgen, was allerdings scheiterte. Townshend kapitulierte am 29. April 1916 und ging mit 8000 Soldaten in Kriegsgefangenschaft.
Die Briten betrachteten den Verlust von Kut als eine demütigende Niederlage, da es viele Jahre her war, dass eine so große Einheit sich ergeben musste. Nur vier Monate früher, im Januar 1916 hatten die Briten schon die Schlacht von Gallipoli verloren. Daraufhin entließen sie fast alle Kommandeure, die es nicht geschafft hatten, Townshend zu entsetzen.
Ein großes Problem für die Briten war der Mangel an Infrastruktur. Versorgungsschiffe warteten zu lange, bis sie entladen werden konnten. So kam es zu Engpässen bei der Belieferung von nördlich gelegenen Truppenteilen. Nach der Niederlage bei Kut unternahmen die Briten große Anstrengungen, mehr Menschen und Material in die Region zu entsenden. Der Hafen von Basra wurde umgebaut, sodass Schiffe schneller entladen werden konnten, bessere Straßen wurden gebaut und Rastlager und Depots wurden errichtet. Auch wurden neue Krankenhäuser errichtet, um Verwundete besser zu versorgen. Dadurch waren die Briten in der Lage, mehr Truppen und Ausrüstung an die Front zu bringen.

### 1917
Zu Beginn des Jahres 1917 wurde General Frederick Stanley Maude neuer Befehlshaber der britischen Streitkräfte. Während Maude die Briten umorganisierte, wurde die osmanische Armee ausgedünnt. Halil Pascha erhielt sehr wenig Nachschub und musste die 38. Division auflösen. Maude begann am 13. Dezember 1916 eine neue Offensive. Die Briten drangen bis zum Tigris vor und zwangen die Osmanen, ihre Verteidigungsstellungen zu verlassen. General Maudes Offensive war erfolgreich und Halil musste seine Truppen bei Kut neu formieren. Maude wechselte bei seinen Vormarsch auf das andere Ufer des Tigris und konnte so die meisten der osmanischen Truppen umgehen. Die Briten besetzten Kut und rückten kontinuierlich in Richtung des Tigris vor.

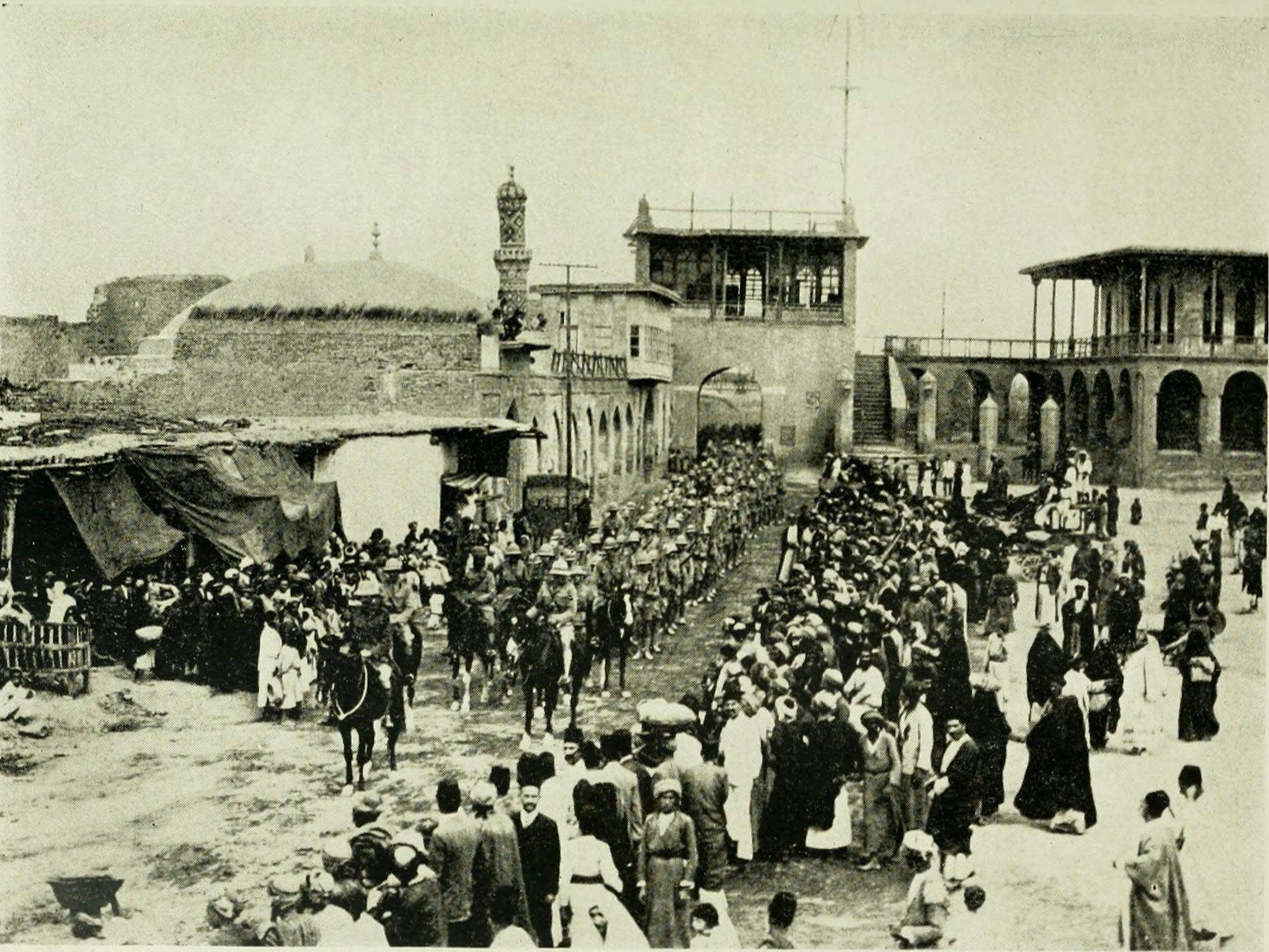
Die Briten betreten Bagdad

Anfang März 1917 waren die Briten bis an den Rand von Bagdad vorgedrungen und Halil Kut versuchte vergeblich, sie beim Fluss Diyala zu stoppen. Die Briten überwanden deren Verteidigungspositionen und besiegten die Türken.
Daraufhin gaben die Osmanen Bagdad auf und Maude zog mit seinen Truppen am 11. März 1917 in Bagdad ein. Inmitten des Rückzugs der osmanischen Armee nahmen die indisch-britischen Truppen etwa 15.000 Soldaten gefangen. Halil Pascha zog seine angeschlagene Sechste Armee bis nach Mosul zurück. Ihm blieben nur noch etwa 30.000 Soldaten, die er Maude entgegensetzen konnte. Im April erhielt er die 2. Infanteriedivision als Unterstützung, was seine Position aber kaum verbesserte. Nach der Eroberung Bagdads stoppte Maude seinen Vormarsch. Seine Versorgungswege waren zu lang, die Bedingungen im Sommer waren zu hart und er brauchte dringend Verstärkung. General Maude starb am 18. November 1917 an Cholera. Er wurde von General William Marshall ersetzt, der weitere Operationen für den Winter stoppte.

### 1918
Die Briten setzten ihre Offensive im späten Februar 1918 fort und eroberten Hīt und Khan al Baghdadi und im April Kifri. Im weiteren Verlauf des Jahres wurden die Einheiten, die in Mesopotamien gekämpft hatten, nach Palästina verlegt und beteiligten sich dort an der Schlacht bei Megiddo, die den Zusammenbruch der türkischen Verteidigungslinie zur Folge hatte. Im Oktober 1918 begannen Waffenstillstandsverhandlungen zwischen den Alliierten und dem Osmanischen Reich. Auf Anweisung aus dem Kriegsministerium ging General Marshall in die Offensive und rückte innerhalb zwei Tagen 120 Kilometer vor und erreichte den Kleinen Zab. Hier kam es zu Kämpfen mit der osmanischen Sechsten Armee, die unter Ismail Hakki Bey stand. Während der folgenden Kämpfe wurde die komplette Armee gefangen genommen.

### Waffenstillstand
Am 30. Oktober 1918 nahm General Marshall die Kapitulation von Halil Pascha und der osmanischen Sechsten Armee entgegen. Am selben Tag wurde der Waffenstillstand von Mudros unterzeichnet.
Der Krieg in Mesopotamien wurde am 14. November 1918 beendet.

## Nachwirkung
Die Briten hatten den Großteil Mesopotamiens erobert, nur die Provinz Mosul war noch in osmanischer Hand. Im Rahmen des Waffenstillstandes von Mudros konnte die Entente im Falle einer Bedrohung der alliierten Sicherheit „jeden strategischen Punkt“ erobern. Die Osmanen mussten auf Befehl Istanbuls Mosul räumen und die Briten zogen Anfang November 1918 ohne jeglichen Widerstand ein. Die nun entstandene Mosul-Frage zwischen Großbritannien und der Türkei, dem Nachfolger des Osmanischen Reiches, wurde erst Jahre später gelöst. Auf der Konferenz von Sanremo im April 1920 wurde den Briten das Mandat über die drei mesopotamischen Provinzen (Basra, Bagdad und Mosul) übertragen. Die Provinzen wurden im August 1920 zum Britischen Mandat Mesopotamien zusammengeschlossen.

## Verluste
Die Briten und die British Indian Army verloren 92.000 Soldaten in den Kämpfen um Mesopotamien. Die osmanischen Verluste sind unbekannt, aber die Briten nahmen insgesamt 45.000 Kriegsgefangene. Bis Ende des Jahres 1918 hatten die Briten 410.000 Menschen in das Gebiet entsandt, wovon aber nur 112.000 Soldaten waren. Der Großteil der britischen Soldaten wurde aus Indien rekrutiert.